# Anıl Koç
Anıl Koç (* 29. Januar 1995 in Saint-Josse-ten-Noode) ist ein belgisch-türkischer Fußballspieler.

## Karriere

### Vereine
Koç durchlief die Jugendmannschaften der Vereine RSC Anderlecht und Standard Lüttich und wurde 2013 bei Lüttich in den Profikader aufgenommen. Hier kam er in zwei Jahren zu fünf Ligaeinsätzen und wurde zwischenzeitlich an die Vereine Charlton Athletic und VV St. Truiden ausgeliehen. 2015 wechselte er zum FC Eindhoven und setzte seine Karriere in den Niederlanden fort.
Im Sommer 2016 wechselte zum türkischen Erstligisten Antalyaspor und anderthalb Jahre später schloss er sich Atlantas Klaipėda in Litauen an.
Anfang der Saison 2018/19 stand er nun bei Altınordu Izmir in der TFF 1. Lig unter Vertrag. Zum Rückrundenstart der Saison 2019/2020 wechselte Koç zu Kasımpaşa Istanbul in die höchste türkische Spielklasse der Süper Lig. Anıl Koç unterzeichnete bei seinem neuen Arbeitgeber einen Vertrag bis zum Sommer 2023.

### Nationalmannschaften
Koç begann seine Nationalmannschaftskarriere 2010 mit einem Einsatz für die belgische U-15-Nationalmannschaft. Nachdem er noch einige Partien für die U-16-Auswahl absolviert hatte, entschied er sich 2012 dazu, fortan für die türkischen Nationalmannschaften zu spielen. Sein Debüt für die Türkei gab er 2012 im Dress der U-17-Nationalmannschaft. Dort kam er in fünf Begegnungen auf ein Tor. Im folgenden Jahr absolvierte er noch eine Partie für die U-19.